# 黑斯廷斯特設鎮區 (密歇根州)
黑斯廷斯特設鎮區（英語：Hastings Charter Township）是位於美國密歇根州巴里縣的一個特設鎮區。

## 地方資料
黑斯廷斯特設鎮區的面積為79.10平方千米，當中陸地面積為77.70平方千米，而水域面積為1.40平方千米。根據2020年美國人口普查的數據，當地共有人口3013人，而人口密度為每平方千米38.09人。